# (48) Doris
(48) Doris ist ein Asteroid des äußeren Hauptgürtels, der am 19. September 1857 vom deutsch-französischen Astronomen Hermann Mayer Salomon Goldschmidt in Paris entdeckt wurde.
Der Asteroid wurde benannt nach der Meeresnymphe Doris, einer Okeanide, Tochter der Titanen Okeanos und Tethys. Doris heiratete ihren Bruder Nereus, dem sie die Meeresnymphen der Nereiden gebar, etwa fünfzig an der Zahl. Die Benennung erfolgte durch den französischen Geologen Léonce Élie de Beaumont. Er wählte den Namen aus einer Liste von Vorschlägen von Jacques Babinet, Sekretär der Pariser Académie des sciences, aus. Beaumont schlug auch die Bezeichnung deux Jumelles (die beiden Zwillinge) für (48) Doris und (49) Pales vor, die beide von Goldschmidt in derselben Nacht entdeckt wurden – ein zur damaligen Zeit einmaliges Ereignis.

## Wissenschaftliche Auswertung
Aus Ergebnissen der IRAS Minor Planet Survey (IMPS) wurden 1992 Angaben zu Durchmesser und Albedo für zahlreiche Asteroiden abgeleitet, darunter auch (48) Doris, für die damals Werte von 221,8 km bzw. 0,06 erhalten wurden. Aus den Beobachtungsdaten einer Bedeckung des Sterns SAO 161849 durch (48) Doris am 14. Oktober 1999 konnte ein elliptischer Querschnitt des Asteroiden mit Achsen von 267 × 107 km abgeleitet werden. Eine Auswertung von Beobachtungen durch das Projekt NEOWISE im nahen Infrarot führte 2011 zu vorläufigen Werten für den Durchmesser und die Albedo im sichtbaren Bereich von 223,4 km bzw. 0,06. Nach neuen Messungen mit NEOWISE wurden die Werte 2014 auf 216,5 km bzw. 0,07 geändert. Nach der Reaktivierung von NEOWISE im Jahr 2013 und Registrierung neuer Daten wurden die Werte 2015 zunächst mit 165,4 km bzw. 0,06 angegeben und dann 2016 korrigiert zu 192,9 oder 195,1 km bzw. 0,05, diese Angaben beinhalten aber alle hohe Unsicherheiten. Mit einer Auswertung von 2 Sternbedeckungen durch den Asteroiden konnte in einer Untersuchung von 2020 ein Durchmesser von 209,5 ± 3,5 km bestimmt werden.
Photometrische Beobachtungen des Asteroiden erfolgten erstmals vom 30. August bis 3. September 1978 am Table Mountain Observatory in Kalifornien. Da die aufgezeichnete Lichtkurve in jeder der drei Beobachtungsnächte gleich erschien, wurde für die Rotationsperiode ein ganzzahliger Bruchteil eines Tages angenommen, ein Wert von etwa 8 Stunden konnte dabei aber ausgeschlossen werden. Am wahrscheinlichsten erschien ein Wert von 11,89 h. Kurz darauf erfolgten auch Beobachtungen vom 28. bis 30. September 1978 am La-Silla-Observatorium in Chile. Hier wurde aus den Messungen eine Periode von 11,90 h abgeleitet. Auch nach einer Kombination mit den zuvor gemessenen Daten waren aber aufgrund der Periodizität nahe bei einem halben Tag immer noch etwa 13 % der gesamten Lichtkurve unbeobachtet. Bei neuen Beobachtungen vom 9. bis 11. Januar 1980 am La-Silla-Observatorium konnte wieder nur ein Teilstück der Lichtkurve erfasst werden, aus dem eine Rotationsperiode von 11,88 h abgeleitet wurde.

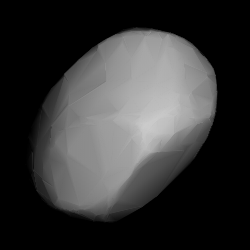
Berechnetes 3D-Modell von (48) Doris

Bei Asteroiden mit Rotationsperioden von ungefähr einem ganzzahligen Bruchteil eines Erdtages kann an einem Observatorium oft nur eine unvollständige Lichtkurve aufgenommen werden, da in jeder Nacht immer wieder derselbe Abschnitt der Lichtkurve erfasst wird. Nachdem über 20 Jahre keine Beobachtung von (48) Doris mehr erfolgt war, wurde daher in einer koordinierten Zusammenarbeit zwischen dem Hunters Hill Observatory in Australien und dem Organ Mesa Observatory in New Mexico vom 18. Mai bis 8. Juni 2009 eine sehr detaillierte und vollständige Lichtkurve aufgezeichnet, aus der ein verbesserter Wert für die Rotationsperiode von 11,8906 h bestimmt wurde.
Die Auswertung von 31 vorliegenden Lichtkurven und zusätzlichen Daten der Lowell Photometric Database ermöglichte dann in einer Untersuchung von 2016 die Erstellung eines dreidimensionalen Gestaltmodells des Asteroiden für zwei alternative Positionen der Rotationsachse mit prograder Rotation und einer Periode von 11,89010 h. Mit dem neuen Algorithmus All-Data Asteroid Modeling (ADAM) wurde dann 2017 ein Gestaltmodell erstellt, das alle verfügbaren photometrischen Daten in Verbindung mit hochaufgelösten Infrarot-Aufnahmen des Keck-II-Teleskops auf Hawaiʻi vom Juni 2003 und vom Juni 2010 reproduziert. Für die Rotationsachse wurde aus den bisherigen Alternativen eine eindeutige und verbesserte Position bestimmt und die Rotationsperiode zu 11,89010 h berechnet. Für die Größe wurde ein volumenäquivalenter Durchmesser von 223 ± 23 km abgeleitet.
Mit dem Weltraumteleskop Transiting Exoplanet Survey Satellite (TESS) konnten während dessen Durchmusterung des Südhimmels 2018 bis 2019 auch Objekte des Sonnensystems beobachtet werden. Dabei wurden auch die Lichtkurven von fast 10.000 Asteroiden aufgezeichnet. Für (48) Doris wurde aus Messungen etwa vom 2. bis 27. Februar 2019 eine Rotationsperiode von 11,8877 h abgeleitet.
Zwischen 2012 und 2018 wurden mit der All-Sky Automated Survey for Supernovae (ASAS-SN) auch photometrische Daten von 20.000 Asteroiden aufgezeichnet. Auf mehr als 5000 davon konnte erfolgreich die Methode der konvexen Inversion angewendet werden, darunter auch (48) Doris, für die in einer Untersuchung von 2021 ein verbessertes dreidimensionales Gestaltmodell für zwei alternative Rotationsachsen mit prograder Rotation und einer Periode von 11,8901 h berechnet wurde. Aus archivierten Daten des Asteroid Terrestrial-impact Last Alert System (ATLAS) aus dem Zeitraum 2015 bis 2018 konnte in einer Untersuchung von 2022 mit der Methode der konvexen Inversion eine Rotationsperiode von 11,8899 h berechnet werden.

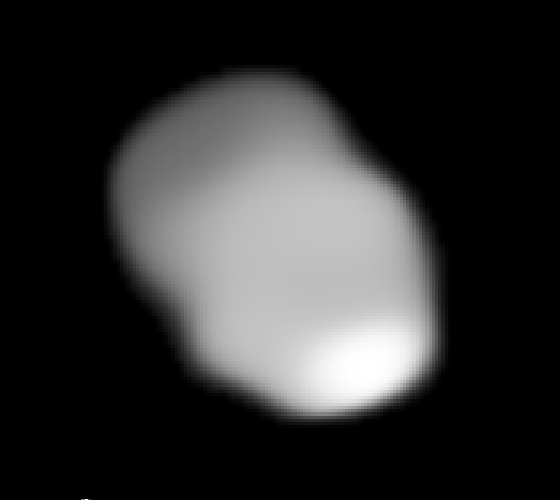
Aufnahme von (48) Doris durch das Very Large Telescope (VLT) am 29. November 2017

Abschätzungen von Masse und Dichte für den Asteroiden (48) Doris aufgrund von gravitativen Beeinflussungen auf Testkörper hatten in einer Untersuchung von 2012 eine Masse von etwa 6,12·1018 kg ergeben, was mit einem angenommenen Durchmesser von etwa 212 km zu einer Dichte von 1,23 g/cm³ führte bei einer Porosität von 45 %. Diese Werte besitzen eine hohe Unsicherheit im Bereich von ±50 %. Ein umfangreiches Programm der Europäischen Südsternwarte (ESO) zielte darauf ab, die 3D-Form und damit die Dichte von großen Hauptgürtel-Asteroiden zu ermitteln, um ihre Entstehung und Entwicklung besser zu belegen. Es wurden dazu mit dem adaptiven Optikinstrument SPHERE des Very Large Telescope (VLT) am Paranal-Observatorium in Chile hochauflösende Bilder von 42 großen (D > 100 km) Hauptgürtel-Asteroiden aufgenommen, darunter auch (48) Doris. Neben hochaufgelösten Bildern des Asteroiden konnten in der finalen Auswertung 2022 unter anderem folgende Daten erfasst werden:
- Mittlerer Durchmesser 215 ± 3 km
- Abmessungen in drei Achsen 257 × 211 × 185 km
- Masse 6,9·1018 kg
- Dichte 1,32 g/cm³
- Albedo 0,07
- Rotationsperiode 11,890105 h
- Position der Rotationsachse mit prograder Rotation

Neue Auswertungen von Gaia DR3-Daten einer Begegnung von (48) Doris mit dem Asteroiden (181181) 2005 SZ85 am 16. September 2019 bis auf etwa 164.000 km bei einer Relativgeschwindigkeit von 2,2 km/s ergaben in einer Untersuchung von 2023 genauere Werte für die Masse und die Dichte von (48) Doris von 6,71·1018 kg bzw. 1,29 g/cm³. Im Jahr 2023 wurde aus photometrischen Messungen von Gaia DR3 erneut ein dreidimensionales Gestaltmodell des Asteroiden für zwei alternative Rotationsachsen mit prograder Rotation und einer Periode von 11,8900 h berechnet.